# Tóth János (diplomata)
Tóth János József (Pestszenterzsébet, 1945. május 18. – 2017. március 21.) magyar diplomata, helyettes államtitkár, nagykövet.

## Élete
1945. május 18-án született Pestszenterzsébeten Tóth János és Farkas Anna gyermekeként. 1963-ban érettségizett, majd 1967-ben a Marx Károly Közgazdaságtudományi Egyetem nemzetközi kapcsolatok szakán diplomázott. Oroszul, spanyolul, szerbül és horvátul kiválóan tudott.
Az egyetem elvégzése után a Külügyminisztérium dolgozója lett előadói besorolásban. 1972 és 1976 között a belgrádi nagykövetség attaséja, majd harmadtitkára volt. 1976 és 1984 között az MSZMP KB Külügyi Osztályának konzultációs csoportjának a munkatársa volt. 1984 és 1988 között mexikóvárosi nagykövet volt. 1985 és 1988 között Jamaicába, 1987–88 között Hondurasba is akkreditálásra került. 1988-ban hazatért és az MSZMP külügyminisztériumi bizottságának az első titkára lett a következő évig, amikor a párt megszűnt. 1989 és 1991 között a külügyminisztérium latin-amerikai főosztályán főosztályvezető-helyettes, majd főosztályvezető. 1991 és 1993 között limai nagykövet volt és Bolíviába is akkreditálva volt. 1993–94-ben bogotai nagykövetként tevékenykedett.
1994 és 1996 között a Külügyminisztérium helyettes államtitkáraként a közép-kelet-európai ügyekért volt felelős. 1996 és 2000 között belgrádi nagykövet volt. 1997 és 1999 között Macedóniába is akkreditálva volt. 2001 és 2003 között a Külügyminisztérium szakfőtanácsosa, vezető főtanácsosa volt. 2002-ben Bosznia-Hercegovinában a főbiztos irodavezetője volt. 2003 és 2007 között kijevi nagykövetként dolgozott, ahol Grúziába is akkreditálva volt. 2007-ben hazatért és nyugdíjba vonult.
Az 1991 januárjában alapított Jászi Oszkár Külpolitikai Társaság (akkor Jászi Oszkár Társaság) alapító tagja volt.